# Карпович Віктор Йосипович
Карпович Віктор Йосипович (10 листопада 1867 —?) — командир полку Дієвої Армії УНР.

## Життєпис
Закінчив Житомирську чоловічу гімназію, Київський університет, Миколаївське кавалерійське училище (у 1889 році). Служив у 36-му драгунському Охтирському полку (у Меджибожі). З 6 травня 1904 року — ротмістр. Станом на 1 січня 1910 року — спостерігач за інтендантськими складами у Володимир-Волинському повіті. З 14 грудня 1911 року — старшина інтендантського управління Варшавської військової округи. З 26 лютого 1912 року — підполковник. Останнє звання у російській армії — полковник.
З 22 червня 1918 року — Гайворонський повітовій військовий начальник. Сформував повітову кінну сотню, на чолі якої у листопаді 1918 року перейшов на бік Директорії. З повітової сотні розгорнув 1-й Курінь Смерті ім. М. Залізняка Дієвої Армії УНР, з якого 15 лютого 1919 року було сформовано 28-й дієвий кінний полк ім. М. Залізняка (з травня 1919 року — 8-й кінний ім. М. Залізняка полк). Очолював цей полк до жовтня 1919 року, коли на чолі більшої частини полку перейшов до поляків.
Подальша доля невідома.